# Departamento Ischilín
Ischilín es un departamento ubicado en la provincia de Córdoba, Argentina. 
Su actual legislador es Raúl Alberto Figueroa (Hacemos Unidos por Córdoba), ocupa este cargo desde el 10 de diciembre de 2023.  

## Formación política
Hasta las primeras décadas de siglo XIX, el actual departamento Ischilín formaba parte, junto con los territorios que hoy conforman los departamentos Totoral y Tulumba, de la región conocido bajo este último nombre.
Hacia 1822, el departamento Ischilín ya se había desprendido de la antigua región de Tulumba, y sus límites fueron fijados por ley provincial en octubre de 1883. En julio de 1914 fue sancionada la ley provincial N.º 2.340, en virtud de la cual el municipio de Deán Funes, que hasta entonces estaba bajo la jurisdicción de Tulumba, se incorporó al departamento Ischilín.

## Economía
Ischilín, junto con los demás departamentos del noroeste cordobés, pertenece a las economías más postergadas de Córdoba.
Deán Funes se convirtió en nudo ferroviario y paso natural obligado, por su estratégica posición, en el corredor que existe entre las sierras centrales y las del norte, y a través del cual Córdoba se vincula con las provincias del noroeste argentino. Esta actividad comenzó a decaer en 1960.
Uno de los pilares es la ganadería, siendo los más representativos los vacunos, los equinos, los ovinos y, si hay un ganado con marca reconocida es la del cabrito de Quilino, siendo las existencias de ganado caprino de 12386 cabezas.
En cuanto a los cultivos extensivos, éstos no tienen gran relevancia en el contexto provincial, destacándose algo el cultivo de maíz. Se realizan cultivos de hortalizas y frutales como la tuna, el olivo, los cítricos y la vid.
Asimismo, Ischilín se destaca en la producción de sal, encontrándose los yacimientos de las Salinas Grandes, en el noroeste departamental.
El sector industrial, está representado por algunos establecimientos relacionados al área de la alimentación y del calzado, que se encuentran principalmente en la ciudad de Deán Funes.

## Geografía

### Sismicidad
La sismicidad de la región de Córdoba es frecuente y de intensidad baja, y un silencio sísmico de terremotos medios a graves cada 30 años en áreas aleatorias. Sus últimas expresiones se produjeron:
- 22 de septiembre de 1908 (116 años), a las 17.00 UTC-3, con 6,5 Richter, escala de Mercalli VII; ubicación 30°30′0″S 64°30′0″O / -30.50000, -64.50000; profundidad: 100 km; produjo daños en Deán Funes, Cruz del Eje y Soto, provincia de Córdoba, y en el sur de las provincias de Santiago del Estero, La Rioja y Catamarca[6]

- 16 de enero de 1947 (78 años), a las 2.37 UTC-3, con una magnitud aproximadamente de 5,5 en la escala de Richter (terremoto de Córdoba de 1947)[5]

- 28 de marzo de 1955 (70 años), a las 6.20 UTC-3 con 6,9 Richter: además de la gravedad física del fenómeno se unió el desconocimiento absoluto de la población a estos eventos recurrentes (terremoto de Villa Giardino de 1955)

- 7 de septiembre de 2004 (20 años), a las 8.53 UTC-3 con 4,1 Richter

- 25 de diciembre de 2009 (15 años), a las 21.42 UTC-3 con 4,0 Richter

## Pedanías
Para fines catastrales el departamento se divide en 5 pedanías:
- Copacabana
- Manzanas
- Parroquia
- Quilino
- Toyo

## Localidades y gobiernos locales
El departamento comprende 9 gobiernos locales, cuyos ejidos municipales no son colindantes y por tanto no ocupan la totalidad del territorio departamental. 
Se encuentran categorizados en 2 municipios:
- Deán Funes
- Quilino

Y 7 comunas:
- Avellaneda
- Cañada de Río Pinto
- Chuña
- Copacabana
- Los Pozos
- Olivares de San Nicolás
- Villa Gutiérrez

Hay otras 3 localidades que no se constituyen en gobiernos locales y por tanto no poseen ejido municipal ni autoridades propias:
- Esquina del Alambre, dentro del ejido de la comuna de Olivares de San Nicolás.
- San Pedro de Toyos
- Villa Quilino, dentro del ejido del municipio de Quilino.

Junto con otros centros de población no reconocidos como localidades censales:
- Huascha, dentro del ejido de la comuna de Olivares de San Nicolás.
- Jaime Peter, dentro del ejido de la comuna de Chuña.
- La Tuna, dentro del ejido de la comuna de Avellaneda.
- Río Manzano, dentro del ejido de la comuna de Villa Gutiérrez.

## Demografía
Al crecimiento que tuvo el departamento entre 1947 y 1960, le siguió una profunda crisis emigratoria con una reducción del 8,3% de sus habitantes, de la que no pudo reponerse por más de dos décadas. Recién a partir de los años '80, Ischilín comenzó a transitar otra vez la senda de un normal incremento poblacional.
Una de las características demográficas de Ischilín es la concentración de los habitantes en la cabecera departamental, ya que dos de cada tres residentes del departamento vivían en la ciudad de Deán Funes.

### Estructura
Según el censo 2022 la población total del departamento es de 36 074 personas, repartidas en 18 592 mujeres y 17 482 hombres, con un índice de masculinidad de 94,0 hombres por cada 100 mujeres. 
La edad mediana de la población es de 31 años (32 años entre las mujeres y 30 años entre los hombres).
El 12,5% de la población tiene más de 65 años (frente al 11,4% en 2010), y el 2,9% de la población tiene más de 80 años (frente al 2,7% en 2010)

### Salud y educación
El 55,0% de la población tiene al menos un tipo de cobertura de salud. 
Unas 12 317 personas asisten a algún tipo de establecimiento educativo de cualquier nivel y unas 3 503 personas tienen un título terciario o superior (16,1% sobre el total de la población instruida). La tasa de alfabetización es del 99,8

### Migraciones
De las personas residentes en el departamento, unas 2 324 (6,4% del total de población) nacieron en otra provincia, y unas  161 (0,4% del total de población) lo hicieron fuera del país, siendo los grupos de inmigrantes más numerosos los provenientes de:
- Bolivia: 45 personas
- Colombia: 22 personas
- Paraguay: 18 personas
- Venezuela: 15 personas
- Chile: 6 personas

### Hogares
En el departamento hay un total de 14 213 viviendas  y 11 660 hogares. 
En cuanto al régimen de tenencia y regularidad de la propiedad de las viviendas, el 61,8% es propia, el 15,6% es alquilada, el 9,2% es cedida o prestada, y el resto se encuentra en otra situación.
Sobre el total de hogares, 10 674 (91,5% del total) tienen acceso a red pública de agua corriente, solo 348 (3,0% del total) tienen desagüe y descarga a red pública cloacal, 2 974 (25,5% del total) tienen acceso a red pública de gas, y 6 675 (57,2% del total) tienen acceso a red de internet en la vivienda. 